# Hidralazina
Hidralazina é um fármaco vasodilatador de ação não completamente estabelecida, utilizado em casos de hipertensão arterial e pulmonar e insuficiência cardíaca congestiva.
Sua ação principal é sobre a musculatura lisa de artérias e arteríolas provocando queda na pressão arterial, seguida de taquicardia reflexa e elevação do debito cardíaco. É muito utilizada no tratamento da hipertensão grave na gravidez, embora haja relatos da possibilidade de desencadeamento de distúrbio imunológico semelhante ao lúpus eritematoso sistêmico, dando-se preferência a outros tratamentos a longo prazo. Tem lugar no tratamento de insuficiência cardíaca em pacientes de origem africana , combinando com uso de nitrato orgânico de ação prolongada.